# Amiral Aube (1904)
El Amiral Aube fue un crucero acorazado de la Marina Francesa, puesto en grada en 1899, en los astilleros de Penhoët (Francia) y botado el 9 de mayo de 1902.

## Historia operacional
Durante la Primera Guerra Mundial, y al igual que el resto de cruceros de su clase, sirvió en el Escuadrón Atlántico, en aguas del océano del mismo nombre. 
En la fase final de la guerra, el Amiral Aube fue enviado a Murmansk para apoyar a una fuerza expedicionaria aliada enviada para proteger una gran cantidad de material bélico aliado de las manos de los bolcheviques.
Al firmarse el armisticio, el crucero fue enviado para representar a Francia en la Operación ZZ, la rendición formal de la Flota de Alta Mar Alemana el 22 de noviembre de 1918.
Fue dado de baja en 1922 y desguazado.

## Anexos
- Anexo:Cruceros acorazados por país

- Datos: Q5672707